# Jungermannia subrubra
Jungermannia subrubra là một loài Rêu trong họ Jungermanniaceae. Loài này được Stephani mô tả khoa học đầu tiên năm 1924.